# Flabellifera
Sous-ordre
Les Flabellifera forment un sous-ordre de crustacés supérieurs (classe des Malacostraca), de l'ordre des Isopoda.

## Liste desfamillesde ce sous-ordre
Selon ITIS (1 juillet 2014) :
- famille Aegidae White, 1850
- famille Ancinidae Dana, 1852
- famille Anuropidae Stebbing, 1893
- famille Bathynataliidae Kensley, 1978
- famille Cirolanidae Dana, 1852
- famille Corallanidae Hansen, 1890
- famille Cymothoidae Leach, 1814
- famille Hadromastacidae Bruce & Müller, 1991
- famille Keuphyliidae Bruce, 1980
- famille Limnoriidae White, 1850
- famille Phoratopodidae Hale, 1925
- famille Plakarthriidae Hansen, 1905
- famille Protognathiidae Wägele & Brandt, 1988
- famille Serolidae Dana, 1852
- famille Sphaeromatidae Latreille, 1825
- famille Tainisopidae Wilson, 2003
- famille Tecticipitidae Bruce, 1993
- famille Tridentellidae Bruce, 1984

World Register of Marine Species (1 juillet 2014) ne reconnaît pas ce sous-ordre, et lui substitue les Cymothoida.